# Charles Alexandre de Calonne

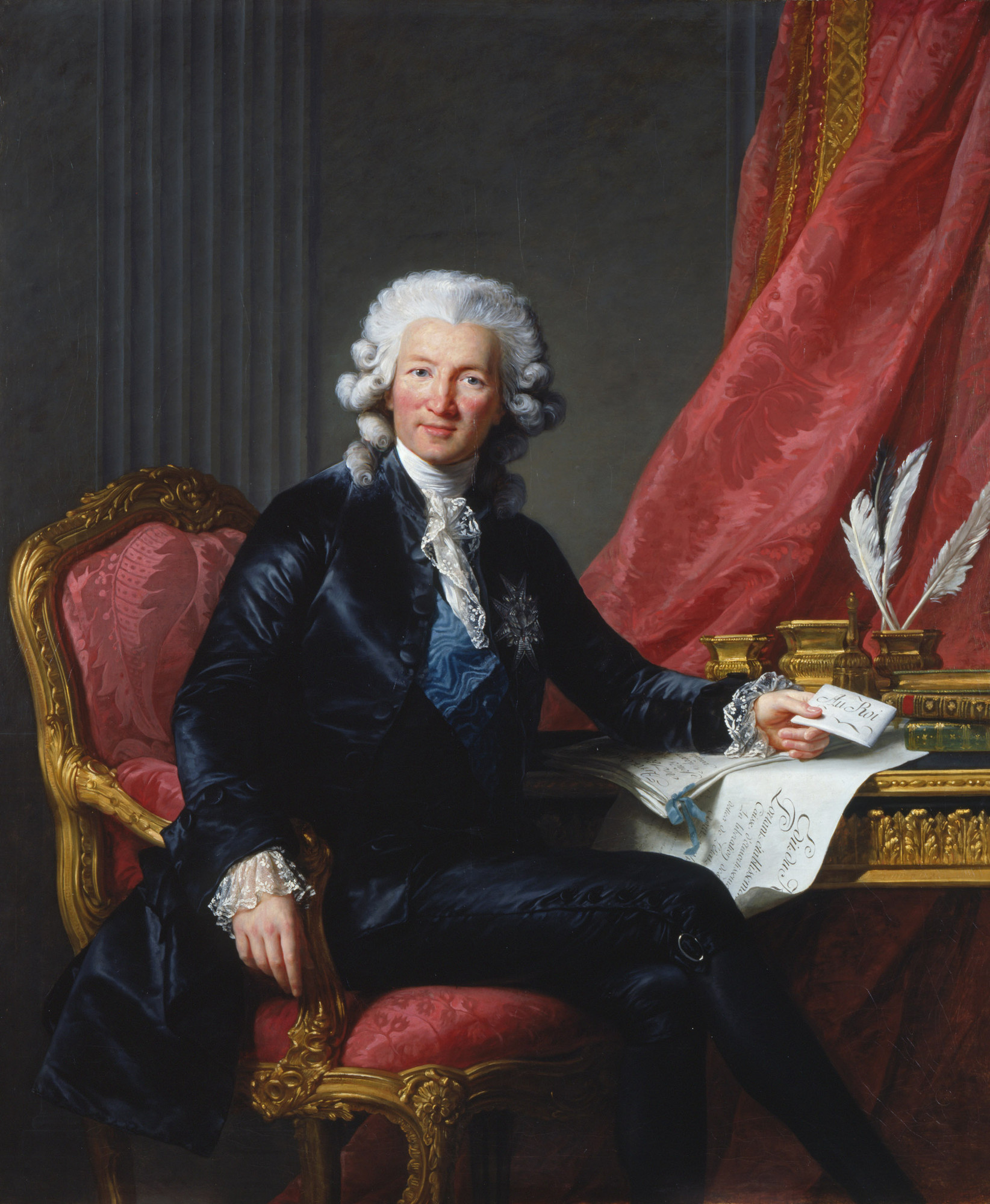
Chân dung Calonne bởi Élisabeth-Louise Vigée-Le Brun (1784; London, Royal Collection)

Charles Alexandre, vicomte de Calonne (20 tháng 1 năm 1734, Douai - ngày 30 tháng 10 năm 1802, Paris) là một chính khách người Pháp, nổi tiếng với sự tham gia của ông vào cuộc cách mạng Pháp.
Nhận thấy rằng Parlement của Paris sẽ không bao giờ đồng ý cải cách, Calonne đã chọn một Hội đồng của Notables vào năm 1787 để phê duyệt các loại thuế mới. Khi họ từ chối, danh tiếng của Calonne đã giảm mạnh và ông buộc phải rời khỏi đất nước.
Sinh ra ở Douai của một gia đình thượng lưu, ông đã bước vào nghề luật sư và trở thành luật sư cho Hội đồng chung của Artois, mua lại cho Douai, maître des requêtes, người có nhiệm vụ của Metz (1768) và Lille (1774). Ông dường như đã là một người đàn ông có khả năng kinh doanh đáng chú ý và tinh thần kinh doanh, trong khi nói chung là vô đạo đức trong hành động chính trị của mình. Trong cuộc khủng hoảng kinh hoàng trước Cách mạng Pháp, khi các bộ trưởng liên tiếp cố gắng vô ích để bổ sung kho báu của hoàng gia, Calonne được triệu tập làm Tổng Kiểm soát Tài chính, một văn phòng mà ông cho là vào ngày 3 tháng 11 năm 1783.